# نبردناو کونگو
نبردناو کونگو (به انگلیسی: Japanese battleship Kongō) یک نبردناو ژاپنی بود که طول آن ۲۲۲ متر (۷۲۸ فوت ۴ اینچ) بود. این نبردناو در سال ۱۹۱۲ ساخته شد.